# Bartsia orthocarpiflora
Bartsia orthocarpiflora är en snyltrotsväxtart. Bartsia orthocarpiflora ingår i släktet svarthösläktet, och familjen snyltrotsväxter.

## Underarter
Arten delas in i följande underarter:
- B. o. orthocarpiflora
- B. o. villosa